# 티보 코퍼레이션
티보 코퍼레이션(TiVo Corporation, 과거 명칭: 로비 코퍼레이션/Rovi Corporation, 나스닥: ROVI)은 독창적인 작품을 전자적으로 안전하게 배포하고 라이선스하고 접근을 제어하고 라이선스하는 기술을 개발하는 회사이다. 디지털 매체(비디오, 음악), 웹 출판 (텍스트, 그림), 컴퓨터 소프트웨어(소비자 제품, 엔터프라이즈 제품, 비디오 게임)를 포함한다.
2009년 7월, 사명(社名)을 매크로비전(Macrovision Solutions Corporation)에서 로비 코퍼레이션으로 변경했다. 2016년, 로비는 디지털 비디오 레코더 제조사 티보(TiVo)를 인수하면서 사명을 티보 코퍼레이션(TiVo Corporation)으로 변경하였다.

## 같이 보기
- 복사 방지
- 디지털 권리 관리
- 세이프디스크
- 인스톨실드